# 日向武史
日向 武史（ひなた たけし、1972年 - ）は、日本の漫画家。男性。茨城県出身。血液型A型。

## 来歴
映画制作がしたくて、上京するが挫折。25歳頃に漫画家を志し、藤沢とおるのアシスタントの面接を受けるが、仕事内容に圧倒され、葛藤の末に断念。その後、当時『サイコメトラーEIJI』を連載していた朝基まさしのアシスタントとなる。朝基の現場では、あまりに仕事が出来なかった為、初任給の受け取りを断ろうとしたほどだった。1年ほどで朝基のアシスタントを辞め、アルバイトをしつつ作品を応募。1998年、『スリーアウトチェンジ』で第61回週刊少年マガジン新人漫画賞入選を受賞し、デビュー。
2001年に『週刊少年マガジン』14号から26号まで『Howling』を連載。同作は、初回アンケートの結果で打ち切りが決定した。2004年の第2・3合併号より『あひるの空』を連載開始。

## 人物
中学時代に剣道部、高校時代にボート部に在籍。ボート部では主将を務め、高校3年生の時にインターハイに出場した実力者。現在の夫人は、ボート部時代の同僚である。
同期の漫画家に上条明峰、寺嶋裕二がいる。寺嶋は担当編集者が一緒だったこともあり、かなり意識していた作家の1人であった。

## 作品リスト

### 連載
- Howling（2001年、週刊少年マガジン、講談社、全2巻）
- あひるの空（2004年 - 、週刊少年マガジン、講談社、既刊51巻（2019年6月17日現在））

### 読切
- スリーアウトチェンジ（1998年、週刊少年マガジン、講談社、単行本未収録）
- 少年アンプリファイアー（2010年、ARIA、講談社、ARIA2010年11月号）

## 関係者
師匠
- 朝基まさし

アシスタント仲間
- 宗田豪
- 亜桜まる

アシスタント
- 村上よしゆき
- 迫稔雄
- 流石景
- 三浦糀
- 絵本奈央